# Che Jon Fernandes
Che Jon Fernandes (22 de julio de 1971) es un deportista griego que compitió en atletismo adaptado. Ganó dos medallas en los Juegos Paralímpicos de Verano, bronce en Pekín 2008 y oro en Río de Janeiro 2016.

## Palmarés internacional
| Juegos Paralímpicos | Juegos Paralímpicos     | Juegos Paralímpicos | Juegos Paralímpicos |
| Año                 | Lugar                   | Medalla             | Prueba              |
| ------------------- | ----------------------- | ------------------- | ------------------- |
| 2008                | Pekín (China)           | Medalla de bronce   | Peso F53/54         |
| 2016                | Río de Janeiro (Brasil) | Medalla de oro      | Peso F53            |